# Стульпінене Зінаїда Антанівна
Зінаїда Антанівна Стульпінене (1941, тепер Литва) — радянська діячка, новатор виробництва, ткаля Паневезького виробничого лляного об'єднання «Лінас» Литовської РСР. Член Центральної Ревізійної Комісії КПРС у 1986—1990 роках.

## Життєпис
З 1960 року — ткаля Паневезького ордена Дружби народів виробничого лляного об'єднання «Лінас» Литовської РСР. Зачинательниця руху багатоверстатниць у виробничому лляному об'єднанні «Лінас».
Закінчила середню школу робітничої молоді.
Член КПРС з 1965 року.
Потім — на пенсії.

## Нагороди і звання
- ордени
- медалі
- Державна премія СРСР (1987)